# Viroin
El Viroin (en való Virwin) és un riu de Bèlgica i de França que neix a Nismes de l'aiguabarreig de lEau Noire i de lEau Blanche a la Província de Namur i desemboca al Mosa a Vireux-Molhain a França.

Travessa el parc natural Viroin-Hermeton de 48.350 hectàrees als municipis de Couvin, Viroinval i Philippeville.

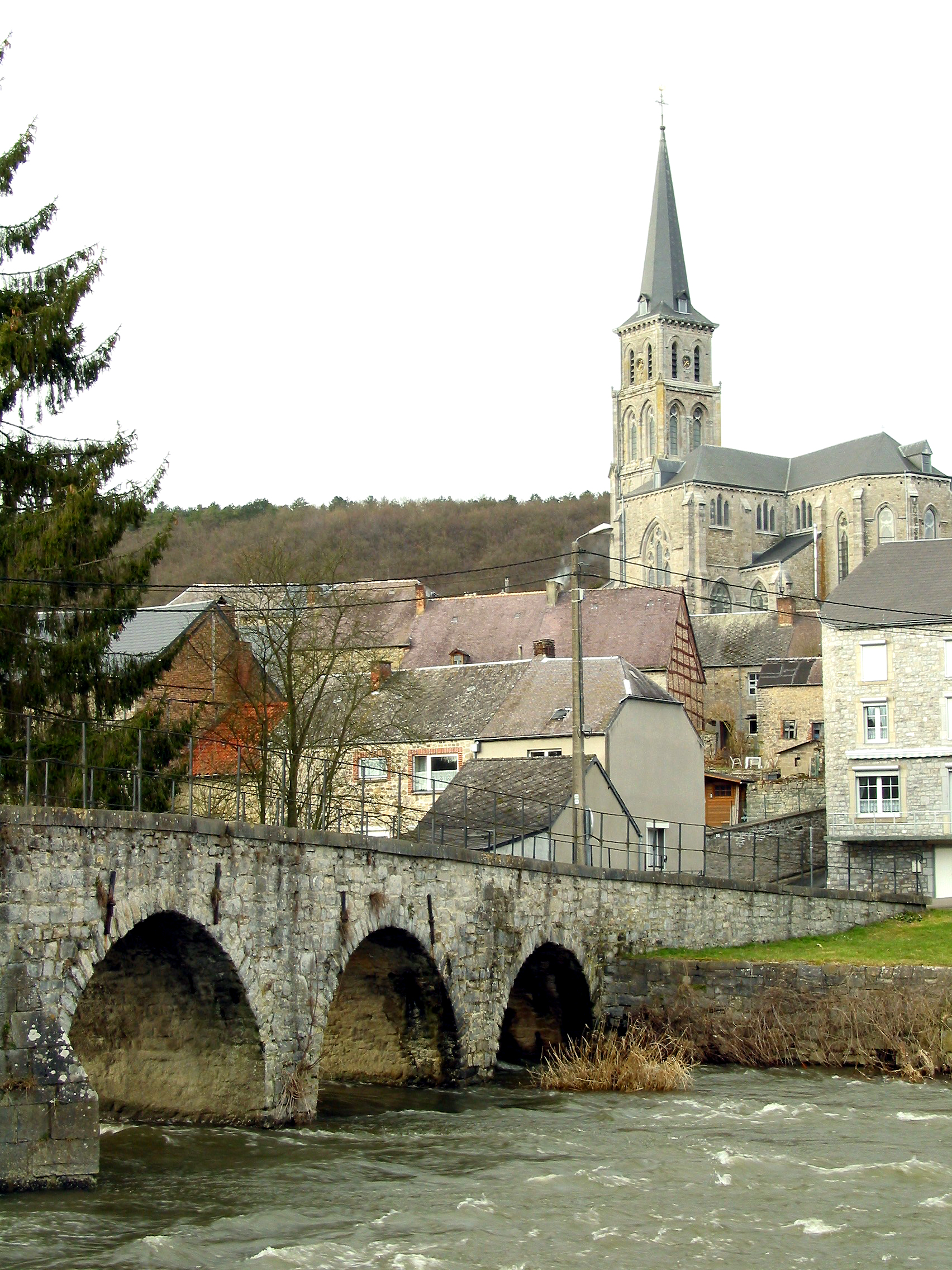
Treignes, el pont al Viroin